# Héctor Jaramillo
Héctor Jaramillo (Quito, Ecuador, 23 de noviembre de 1931) también conocido como el señor del pañuelo blanco,[cita requerida] es un cantante de pasillos ecuatoriano.

## Biografía
Nació en Quito, Ecuador el 23 de noviembre de 1931. Estudió en el colegio Mercantil de Quito, y cuando aún cursaba sus estudios, formó parte de un grupo musical llamado El Trío Quito, iniciando así su carrera musical el 10 de agosto de 1947 y luego fue parte del grupo Los Lemari. Más tarde fue parte de Los Latinos del Ande, junto a Homero Hidrovo y Eduardo Erazo, y después de un tiempo se unió al grupo Olga Gutiérrez para así llamarse Los Cuatro Brillantes. Varios desacuerdos hicieron que Homero Hidrovo y Eduardo Erazo se separen del grupo, pero Hidrovo regresó al poco tiempo y así ser El Trío Los Brillantes.
Su primer tema musical como solista fue "El Pañuelo Blanco", por el cual se debe su apodo ya que dicho tema fue el que lo catapultó. Entre sus canciones más conocidas están "Ódiame si quieres", "El clavel negro", "El paisano" y una de las canciones más importantes llamada "Chola cuencana".